# 阿列克谢·韦勒
阿列克谢·鲍里索维奇·韦勒（羅馬化：Aleksey Borisovich Veller；1966年1月9日—）是俄罗斯政治人物，前摩尔曼斯克市长，第七届和第八届国家杜马代表。
1991年，韦勒开始在他与他人共同创立的建筑公司Agrostroymontazh工作。1993年2月起，他担任技术总监。2000年至2010年，他担任ASM公司董事长，该公司是摩尔曼斯克州最大的多元化投资和建设控股公司之一。2004年，他成为摩尔曼斯克众议院第三、四、五届代表。2009年，他当选为市议会主席。2010年至2016年，他担任摩尔曼斯克市长。2016年，他当选第七届国家杜马代表。2021年9月，他连任第八届国家杜马代表。

## 制裁
韦勒于2022年因俄乌战争而受到英国政府制裁。